# Nicolás Guirín
Nicolás Guirin Chialvo (Nueva Palmira, 5 de octubre de 1996) es un futbolista uruguayo que juega como Arquero en el Uruguay Montevideo F. C. de la Segunda división de Uruguay.

## Trayectoria

### Plaza Colonia
Nacido en Nueva Palmira, ciudad ubicada dentro del Departamento de Colonia, inició su carrera como profesional en Plaza Colonia, donde se unió a las divisiones inferiores a los 17 años, luego de ser descubierto por Luis Matosas. Debutó profesionalmente durante la temporada 2014-15 en la derrota de su equipo 1:2 ante Cerro Largo Fútbol Club el 20 de septiembre de 2014. Después de varias temporadas como arquero suplente, se consolidó en el primer equipo durante la temporada 2017, registrando 22, 26 y 37 apariciones en el torneo oficial durante las 3 siguientes temporadas.
En diciembre de 2021, rechazó una oferta de Guayaquil Sport Club de Ecuador, optando por permanecer en su país natal debido a motivos familiares.
Luego de no ser considerado para una renovación de contrato, el 30 de junio de 2023 tras 10 años, deja el club.

### Unión Española
El 6 de octubre de 2023, es anunciado en redes sociales como nuevo refuerzo de Unión Española de la Primera División chilena, en reemplazo del lesionado arquero titular Sebastián Pérez.

### Uruguay Montevideo
El 19 de febrero de 2024 se anuncia su regreso al fútbol uruguayo, para defender los colores de Uruguay Montevideo F. C. de la Segunda División de Uruguay.

## Clubes
| Club                     | País    | Año       |
| ------------------------ | ------- | --------- |
| Plaza Colonia            | Uruguay | 2014-2023 |
| Unión Española           | Chile   | 2023      |
| Uruguay Montevideo F. C. | Uruguay | 2024-Act. |